# Deux Bassins
Deux Bassins est une commune de la wilaya de Médéa en Algérie.

## Géographie
La commune se situe sur une zone montagneuse de Khemis El Khechna et de l'Atlas blidéen couverte de forêts composées de pins d'Alep, pin sylvestre, chênes, cyprès, cèdres et d'autres variétés de l'Atlas. Deux Bassins est célèbre par ses sources dont les eaux ont des propriétés jugées thérapeutiques et sont conseillées par certains praticiens[réf. nécessaire].

La commune est située à l’extrême Nord-Est de la wilaya de Médéa, à environ 40 km au sud d'Alger et à 100 km à l'est de Médéa[Information douteuse].
| Souhane (Wilaya de Blida) | Khemis El Khechna (Wilaya de Boumerdès) | Larbatache (Wilaya de Boumerdès) |
| Aissaouia                 | Deux Bassins                            | Boukram (Wilaya de Bouira)       |
|                           | Tablat                                  |                                  |